# DNS-клієнт
DNS-клієнт (від англ. Domain Name System-client — програма або бібліотечна функція, призначена для надсилання запитів до DNS-серверів, таких, як визначення IP-адреси за іменем хоста, або зворотних запитів (доменні імена за вказаною IP-адресою).

## Microsoft Windows
У операційних системах Windows присутня служба DNS client, призначена для локального кешування DNS-запитів. Вміст кешу можна переглянути командою ipconfig /displaydns.

## Спеціалізовані програми
Для діагностики DNS використовуються спеціальні програми — nslookup и dig. Версія nslookup для Windows підтримує WINS, що може створювати плутанину у випадках, коли відповіді DNS і WINS серверів відрізняються. Деякі[які?] версії nslookup для Unix-подібних систем підтримують також і Network Information Service, що теж може ускладнювати діагностику.
Приклади роботи програми dig:
- Прямий запит

```
$ dig google.com.ua aaaa
;; global options: +cmd
;; Got answer: ->>HEADER<<- opcode: QUERY, status: NOERROR, id: 2129
;; flags: qr rd ra; QUERY: 1, ANSWER: 1, AUTHORITY: 0, ADDITIONAL: 1

;; ANSWER SECTION:
google.com.ua.		300	IN	AAAA	2a00:1450:4001:815::2003

```

- Зворотній запит:

```
$ dig -x 2a00:1450:4001:815::2003
;; global options: +cmd
;; Got answer: ->>HEADER<<- opcode: QUERY, status: NOERROR, id: 17643
;; flags: qr rd ra; QUERY: 1, ANSWER: 1, AUTHORITY: 0, ADDITIONAL: 1

;; ANSWER SECTION:
3.0.0.2.0.0.0.0.0.0.0.0.0.0.0.0.5.1.8.0.1.0.0.4.0.5.4.1.0.0.a.2.ip6.arpa. 69749 IN PTR fra15s12-in-x03.1e100.net.

```

У наведеному прикладі видно, що доменні імена у прямому і зворотному запиті не збігаються, хоча IP-адреса одна й та сама.